# T. R. Rajakumari
Thanjavur Radhakrishnan Rajayee (Thanjavur, 5 de mayo de 1922-Chennai, 20 de septiembre de 1999), mejor conocida por su nombre artístico T. R. Rajakumari, fue una actriz, cantante de carnática y bailarina india. Fue llamada la primera «chica soñada» del cine tamil.

## Carrera cinematográfica
Rajayee hizo su debut cinematográfico en Kumara Kulothungan, que se produjo en 1938–39 pero fue lanzado en 1941 después de Kacha Devayani. En los anuncios iniciales, su nombre apareció como T. R. Rajayee, pero más tarde en la película, ella fue acreditada como T. R. Rajalakshmi. Su segunda película, Mandharavathi, dirigida por D.S. Marconi, también se estrenó en 1941. Kacha Devayani (1941) fue un éxito y ayudó a lanzar su carrera en el cine. Existe cierta confusión sobre en qué película hizo su debut, como director de K. Subramaniam de Kacha Devayani, quien más tarde insistió en que fue él quien la introdujo a las películas. En 1944, Rajakumari protagonizó la película de récord Haridas junto a M. K. Thyagaraja Bhagavathar y obtuvo reconocimiento por su glamuroso retrato.
En su carrera cinematográfica tamil, Rajakumari actuó como la protagonista femenina frente a muchas estrellas de cine importantes, incluyendo Thyagaraja Bhagavathar, T. R. Mahalingam, K. R. Ramasamy, P. U. Chinnappa, M. G. Ramachandran y Sivaji Ganesan. También fundó una compañía de producción cinematográfica (con su hermano T. R. Ramanna) llamada «R. R. Pictures» y produjo películas como Vaazhapirandhavan (1953), Koondukkili (1954), Gul-E-Bagaavali (1955), Paasam (1962), Periya Idathu Penn (1963), Panam Padaithavan (1965) y Parakkum Paavai (1966). Su última película como actriz fue Vanambadi (1963).

## Vida posterior y muerte
Rajakumari murió el 20 de septiembre de 1999 tras una enfermedad prolongada.

## Filmografía parcial
| Año  | Título                        | Idioma | Papel                 | Notas              |
| ---- | ----------------------------- | ------ | --------------------- | ------------------ |
| 1935 | Karwan-E-Hayat                | Hindi  | Princess of Vijaypore |                    |
| 1935 | Karwan-E-Hayat                | Urdu   | Princess of Vijaypore |                    |
| 1936 | Devdas                        | Hindi  | Chandramukhi          |                    |
| 1939 | Kumara Kulothungan            | Tamil  | Buvaneswari           |                    |
| 1941 | Kacha Devayani                | Tamil  | Devayani              |                    |
| 1941 | Mandharavathi                 | Tamil  |                       |                    |
| 1941 | Surya Puthri                  | Tamil  | Queen Sulochana       |                    |
| 1942 | Sathi Sukanya                 | Tamil  |                       |                    |
| 1942 | Manonmani                     | Tamil  | Manonmani             |                    |
| 1943 | Sivakavi                      | Tamil  | Vanji                 |                    |
| 1943 | Kubera Kuchela                | Tamil  | Mallika               |                    |
| 1944 | Haridas                       | Tamil  | Ramba (Dasi)          |                    |
| 1944 | Prabhavathi                   | Tamil  | Mayavathi             |                    |
| 1945 | Saalivaahanan                 | Tamil  | Chandralekha          |                    |
| 1946 | Valmiki                       | Tamil  |                       |                    |
| 1946 | Vikatayogi                    | Tamil  |                       |                    |
| 1947 | Pankajavalli                  | Tamil  |                       |                    |
| 1948 | Brahma Rishi Vishwamitra      | Tamil  | Menaka                |                    |
| 1948 | Chandralekha                  | Tamil  | Chandralekha          |                    |
| 1948 | Chandralekha                  | Hindi  | Chandralekha          |                    |
| 1949 | Krishna Bakthi                | Tamil  | Devakumari            |                    |
| 1949 | Pavalakkodi                   | Tamil  | Pavalakkodi           |                    |
| 1950 | Ithaya Geetham                | Tamil  | Thara                 |                    |
| 1950 | Vijayakumari                  | Tamil  |                       |                    |
| 1951 | Vanasundari                   | Tamil  | Vanasundari           |                    |
| 1952 | Amarakavi                     | Tamil  | Padmini               | Película bilingüe  |
| 1952 | Amarakavi                     | Télugu | Padmini               | Película bilingüe  |
| 1953 | Anbu                          | Tamil  | Thangam               |                    |
| 1953 | En Veedu                      | Tamil  |                       |                    |
| 1953 | Na Illu                       | Télugu |                       |                    |
| 1953 | Panakkaari                    | Tamil  |                       |                    |
| 1953 | Vazha Pirandhaval             | Tamil  |                       |                    |
| 1954 | Manohara                      | Hindi  | Vasanthasena          | Película trilingüe |
| 1954 | Manohara                      | Tamil  | Vasanthasenai         | Película trilingüe |
| 1954 | Manohara                      | Télugu | Vasanthasena          | Película trilingüe |
| 1955 | Gulebagavali                  | Tamil  | Princess Lakbesha     |                    |
| 1955 | Rajkumari                     | Hindi  |                       |                    |
| 1957 | Pudhumai Pithan               | Tamil  | Inbavalli             |                    |
| 1957 | Thangamalai Ragasiyam         | Tamil  | Nandhini              |                    |
| 1957 | Rathnagiri Rahasyam           | Télugu | Nandhini              |                    |
| 1957 | Veera Khadgamu                | Télugu | Inbavalli             |                    |
| 1959 | Thanga Padhumai               | Tamil  | Maya Mohini           |                    |
| 1961 | Kanyaka Parameswari Mahatmyam | Télugu | Maya Mohini           |                    |
| 1962 | Paasam                        | Tamil  | Shantha               |                    |
| 1963 | Vanambadi                     | Tamil  | Parvathi              |                    |
| 1963 | Periya Idathu Penn            | Tamil  | Gangamma              |                    |

## Discografía
| Año  | Película          | Idioma | Canción                                   | Co-cantantes                                | Director músical                               |
| ---- | ----------------- | ------ | ----------------------------------------- | ------------------------------------------- | ---------------------------------------------- |
| 1941 | Kacha Devayani    | Tamil  | Parkka Parkka Thikattuvathumillai         |                                             | Vidwan V. S. Parthasarathy Iyengar             |
| 1941 | Kacha Devayani    | Tamil  | Bhoomiyinezhil Pukalavu Medharama         | Kothamangalam Seenu & Kothamangalam Subbu   | Vidwan V. S. Parthasarathy Iyengar             |
| 1941 | Kacha Devayani    | Tamil  | Premaiye Jagam                            | Kothamangalam Seenu                         | Vidwan V. S. Parthasarathy Iyengar             |
| 1941 | Kacha Devayani    | Tamil  | Irunda Vazhvil Kuthuhalam                 |                                             | Vidwan V. S. Parthasarathy Iyengar             |
| 1941 | Kacha Devayani    | Tamil  | Narumana Mikumalare Unadhu                |                                             | Vidwan V. S. Parthasarathy Iyengar             |
| 1941 | Kacha Devayani    | Tamil  | Sarasam Seiyave Vanthanai                 | Kothamangalam Seenu                         | Vidwan V. S. Parthasarathy Iyengar             |
| 1941 | Kacha Devayani    | Tamil  | Parama Kripanidhe                         |                                             | Vidwan V. S. Parthasarathy Iyengar             |
| 1941 | Kacha Devayani    | Tamil  | Anbariya Aadavar Irumbu                   | Kothamangalam Seenu                         | Vidwan V. S. Parthasarathy Iyengar             |
| 1941 | Kacha Devayani    | Tamil  | Avanaiyiladavar Ullame Vairamadho         | Kothamangalam Seenu                         | Vidwan V. S. Parthasarathy Iyengar             |
| 1943 | Kubera Kuchela    | Tamil  | Ennai Vittu Engey Sentreer                |                                             | Kunnakudi Venkatarama Iyer & S. V. Venkatraman |
| 1944 | Prabhavathi       | Tamil  | Varuvare Varuvare                         |                                             |                                                |
| 1944 | Prabhavathi       | Tamil  | Engum Eppozhutham Vilaiyatta              | C. Honnappa Bhagavathar & K. Mahadevan Iyer |                                                |
| 1944 | Prabhavathi       | Tamil  | Ododi Vasantham Poovodu Sambandam         | C. Honnappa Bhagavathar                     |                                                |
| 1944 | Prabhavathi       | Tamil  | Gomatha Neeye Adharame Shri Gomatha       |                                             |                                                |
| 1944 | Prabhavathi       | Tamil  | Marumalithai Soodumthirumal Magan Enge    |                                             |                                                |
| 1947 | Pankajavalli      | Tamil  | Dheivamum Mandhira Vaal                   |                                             | Papanasam Sivan                                |
| 1947 | Pankajavalli      | Tamil  | Devinin Vadivazhagai                      |                                             | Papanasam Sivan                                |
| 1947 | Chandralekha      | Tamil  | Indrae Enathu Kuthukalam                  |                                             | S. Rajeswara Rao                               |
| 1947 | Chandralekha      | Tamil  | Manamohana Saaranae                       |                                             | S. Rajeswara Rao                               |
| 1947 | Chandralekha      | Tamil  | Aaduven Mayilaayi Naan                    | Mayavaram Venu                              | S. Rajeswara Rao                               |
| 1947 | Chandralekha      | Tamil  | Vaanamengume Nirainthu                    | Mayavaram Venu                              | S. Rajeswara Rao                               |
| 1949 | Krishna Bhakthi   | Tamil  | Enna Vazhvu                               |                                             | S. V. Venkatraman & Kunnakudi Venkatarama Iyer |
| 1950 | Ithaya Geetham    | Tamil  | Vaanulaavum Tharai Nee En Ithaya Geethame | T. R. Mahalingam                            | S. V. Venkatraman                              |
| 1950 | Ithaya Geetham    | Tamil  | Odi Vaa Venmugil Poley                    | T. R. Mahalingam                            | S. V. Venkatraman                              |
| 1950 | Vijayakumari      | Tamil  | Katchi Yaavaiyum                          | K. R. Ramasamy & A. L. Raghavan             | C. R. Subburaman & C. S. Jayaraman             |
| 1950 | Vijayakumari      | Tamil  | Pozhuthu Vidinthaal                       |                                             | C. R. Subburaman & C. S. Jayaraman             |
| 1948 | Vanasundari       | Tamil  | Kannile Vilaiyaadum Inba Kaadhal          | P. U. Chinnappa                             | S. V. Venkataraman & C. R. Subburaman          |
| 1948 | Vanasundari       | Tamil  | Mannan Pennaaga Naanum Mann Meedhu        |                                             | S. V. Venkataraman & C. R. Subburaman          |
| 1948 | Vanasundari       | Tamil  | Namasthe Namasthe                         | P. U. Chinnappa                             | S. V. Venkataraman & C. R. Subburaman          |
| 1952 | Amarakavi         | Tamil  | Pasiyaale Nondhene                        |                                             | G. Ramanathan & T. A. Kalyanam                 |
| 1952 | Amarakavi         | Tamil  | Thoondi Mullu Pole...Paarunga Thinnu      |                                             | G. Ramanathan & T. A. Kalyanam                 |
| 1953 | Anbu              | Tamil  | Anbe Dheiveegam.... Anbaale Ulagil        |                                             | T. R. Pappa                                    |
| 1953 | Anbu              | Tamil  | Kappadhu Un Paramamma                     |                                             | T. R. Pappa                                    |
| 1953 | Anbu              | Tamil  | Manadhu Magizhave Manamum                 |                                             | T. R. Pappa                                    |
| 1953 | Vazha Pirandhaval | Tamil  | Chandiranai Polirukkumaa                  |                                             | G. Ramanathan & S. Rajeswara Rao               |
| 1953 | Vazha Pirandhaval | Tamil  | Vaazha Pirandhaval Naan                   | T. A. Mothi & P. Leela                      | G. Ramanathan & S. Rajeswara Rao               |
| 1954 | Manohara          | Tamil  | Pozhudhu Pularndhadhe                     |                                             | S. V. Venkatraman & T. R. Ramanathan           |